# Corona imperial
La corona imperial consiste en un cerco, normalmente de metal precioso y pedrería, que usaron los  emperadores desde la Edad Media como símbolo de su autoridad. Suele ser cerrada con forma de mitra pero de menor longitud.
En su parte central, abierta, se sitúan dos diademas. Está decorada con ocho florones, ocho puntas más bajas, terminadas en perlas; un bonete escarlata; tres arcos o diademas decorados con pedrería o perlas y está rematada con un orbe y una cruz situados en su parte superior. 
Se conservan en los antiguos palacios de sus titulares, hoy convertidos en museos, como es el caso de la corona de Rodolfo II, conocida también como Corona Imperial Austriaca, que actualmente se custodia en el Palacio de Hofburg en Viena.
|                                                      |                                             |                                            | |
| Corona del Sacro Imperio Romano Germánico            | Corona Imperial Austriaca                   | Corona del Imperio Ruso                    | Corona del Imperio Alemán                                                                            |
|                                                      |                                             |                                            | |
| Corona Imperial de Brasil                            | Corona Imperial de Irán (Dinastía Kayar)    | Corona Imperial de Irán (Dinastía Pahlaví) | Corona Imperial de Francia (Primer Imperio)                                                          |
|                                                      |                                             |                                            | |
| Corona Imperial de Francia (Segundo Imperio) Réplica | Corona Imperial de México (Segundo Imperio) | Corona Imperial de la India                | Corona Imperial del Estado (Reino Unido) A pesar de su adjetivo debe ser considerada una corona real |

## Coronas heráldicas imperiales
Ejemplos de las principales representaciones de las coronas imperiales usadas en heráldica.

Sacro Imperio Romano Germánico Frecuentemente se considera el diseño genérico para la corona imperial
Imperio español Originalmente usada como corona del Sacro Imperio, se asoció a la monarquía española a partir del reinado de Carlos I
Imperio alemán La representación heráldica cambió en 1889
Imperio austríaco
Imperio del Brasil
Imperio etíope
Primer Imperio francés
Segundo Imperio francés
Persia (Kayar)
Persia (Palhaví)
Primer Imperio mexicano
Segundo Imperio mexicano
Reino Unido
Imperio ruso